# 佐藤新
佐藤 新（さとう あらた、2000年9月1日 - ）は、日本の日本の歌手、俳優、タレントであり、男性アイドルグループ・IMP.のメンバー。
東京都出身。TOBE所属。

## 来歴
オーディションを経て、2016年4月13日にジャニーズ事務所に入所。同期に浮所飛貴、那須雄登、織山尚大がいる。
2020年10月16日放送の『ミュージックステーション 2時間SP』にて、佐藤を含めた7人組ジャニーズJr.内ユニット・IMPACTorsの結成が発表される。以後、IMPACTorsのメンバーとして活動し、同グループではセンターを務めた。
2023年5月25日をもって、ジャニーズ事務所を退所。
同年7月14日、旧IMPACTorsのメンバー全員でTOBEに合流し、グループ名をIMP.と改めて再出発することをYouTube生配信で発表した。佐藤は引き続き、グループのセンターを務める。

## 出演
個人での出演のみ記載。グループとしての出演はジャニーズJr.解散グループ (2000年以降)#IMPACTors、IMP.#出演を参照。

### テレビ番組
- くさデカ（2021年1月9日 - 2023年3月18日、テレビ静岡）[11]
- 今日ドキッ!（2024年11月7日 - 、HBCテレビ） - 「ベタな旅人トラベター」コーナー[12]

### テレビドラマ
- チート〜詐欺師の皆さん、ご注意ください〜 第2話（2019年10月10日、読売テレビ・日本テレビ） - 佐野直人 役[13]
- ザ・ハイスクール ヒーローズ 第7話・第8話（2021年9月11日・18日、テレビ朝日） - 豪田景樹 役[6]
- 高良くんと天城くん（2022年8月19日 - 10月14日、MBSほか） - 主演・高良瞬 役（織山尚大とW主演）[7]
- silent（2022年10月6日 - 12月22日、フジテレビ） - 田畑利空 役[14]

### 映画
- 滝沢歌舞伎 ZERO 2020 The Movie（2020年12月4日公開、松竹）[15]
- 鳩の撃退法（2021年8月27日公開、松竹） - 田中 役[16]
- わたしの幸せな結婚（2023年3月17日公開、東宝） - 望月東弥 役[17]
- 春の香り（2025年3月14日公開、TT Global） - 杉山巧 役[18]
- 青春ゲシュタルト崩壊（2025年6月13日公開、ナカチカピクチャーズ） - 主演・朝比奈聖 役（渡邉美穂とW主演）[19][20][21]

### 舞台
- 滝沢歌舞伎ZERO（2019年4月10日 - 5月19日、新橋演舞場）[22]
- 虎者-NINJAPAN-（2019年11月2日 - 20日、サンシャイン劇場 / 11月15日 - 24日、南座 / 11月26・27日、御園座 / 11月30日、上野学園ホール）- ハヤブサ 役[23]
- 虎者 NINJAPAN 2020（2020年10月10日 - 27日、新橋演舞場）[24]
- いまを生きる（2021年1月16日 - 31日、新国立劇場中劇場 / 2月11日 - 14日、サンケイホールブリーゼ / 2月20・21日、東海市芸術劇場大ホール） - トッド・アンダーソン 役[25][26]

### MV
- 「Namidaの結晶」（2019年）[27]